# Julien Tiersot

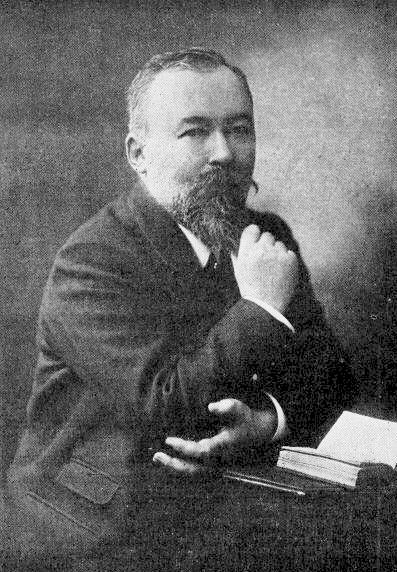
Julien Tiersot (1911)

Julien Tiersot (* 5. Juli 1857 in Bourg-en-Bresse; † 10. August 1936 in Paris) war ein französischer Musikwissenschaftler,  Komponist und Pionier der Musikethnologie.

## Leben und Werk
Julien Tiersot war der Sohn des Arztes Edmond Tiersot, der sich als aktiver Förderer des Schulgesangsunterrichtes und als Leiter von Gesangsvereinen im Bereich der Musik betätigte. 1871 übersiedelte Julien Tiersot mit seinem musikalisch hoch aktiven Vater nach Paris. Julien Tiersot studierte zunächst ein Jahr Medizin, wechselte dann aber in den Bereich der Musik. 1876 wurde er Schüler von Marie-Gabriel-Augustin Savard, Jules Massenet und César Franck.
1883 wurde er zweiter Bibliothekar am Pariser Conservatoire. 1889 auf der Pariser Weltausstellung entdeckte Julien Tiersot die javanischen Gamelans. Er beobachtete Musikaufführungen und Tänze dieser Gruppen und veröffentlichte kurz darauf seine Musiques pittoresques: Promenades musicales à l’exposition, les dances javanaises („Musikalische Rundgänge auf der Ausstellung: Die javanischen Tänze“). Er wurde sich schlagartig des Wertes außereuropäischer Musik bewusst. In der Folge interessierte er sich für die Musik Japans, Chinas, Javas, Indiens, Zentralasiens, des arabischen Raums und Armeniens wie auch für die indianische und afroamerikanische Musikkultur. Damit wurde er ein Pionier der später „Musikethnologie“ genannten Wissenschaft. In seinen Schriften von 1905 bis 1910 bezeichnete er dieses Forschungsgebiet als „Musikalische Ethnographie“. Von 1909 bis 1920 wirke er als Nachfolger Jean-Baptiste Weckerlins als erster Bibliothekar des Pariser Konservatoriums. Julien Tiersot widmete sich intensiv der Erforschung des französischen Volksliedes. Er erhielt für seine Histoire de la Chanson populaire en France (1889) den Prix Bordin. Ab 1895 sammelte er im Auftrag der französischen Regierung die Volkslieder der französischen Alpen. Das diesem Auftrag entsprechende Werk wurde 1903 veröffentlicht.
Julien Tiersot lehrte an der Ecole des hautes études sociales. Er hielt im In- und Ausland Vorträge über sein Fachgebiet. Er wirkte als Präsident der Société Française de Musicologie.
Die Königliche Akademie von Belgien in Brüssel nahm ihn 1920 als assoziiertes Mitglied auf.

## Veröffentlichungen von Julien Tiersot (Auswahl)
- Musiques pittoresques: Promenades musicales à l’exposition, les dances javanaises (1889)
- Rouget de Lisle (1892)
- La Messe Douce mémoire de Rolando de Lassus (1894)
- Les Types mélodiques dans la chanson populaire française (1894)
- Etude sur les Maîtres-Chanteurs (1899)
- Ronsard et la musique de son temps (SIMG IV, 1902/1903)
- Index musical pur le Romancero populaire de la France par George Doncieux (1904)
- Hector Berlioz e la societé de son temps (1904)
- Correspondances de Berlioz (drei Bände, 1904–1930)
- Notes d’ethnographie musicale (I, 1905)
- Notes d’ethnographie musicale (II, La Musique chez les peuples indigènes de l’Amerique du Nord, SIMG XI, 1909/1910)
- Les fêtes et les chants de la Révolution française (1908)
- Gluck (1910)
- Beethoven, musicien de la Révolution (1910)
- Jean-Jaques Rousseau (1912)
- Histoire de la Marseillaise (1915)
- Un Demi-siècle de musique française (1918, 21924)
- La Musique dans la comédie de Molière (1922)
- La Damnation de Faust de Berlioz (1924)
- Lettres de musiciens écrites en français (zwei Bände, Turin 1924, 1936)
- Le Couperins (1926,21933)
- Smetana (1926)
- La Musique aux temps romantiques (1930)
- La Chanson populaire et les écrivains romantiques (1931)
- Don Juan de Mozart (1933)
- Lettres françaises de Richard Wagner (1933)
- Johann Sebastian Bach (1934)

Julien Tiersot veröffentlichte zudem zahlreiche Aufsätze. Außerdem gab er zahlreiche Sammlungen von Volksliedern sowie Chansons de Ronsard (1924) heraus.
Von Tiersots Kompositionen sind besonders die Rapsodie sur les chants populaires de la Bresse für Orchester, das Chorwerk Hellas für Chor und Orchester, die symphonische Legende Sire Halewyn (1897), die Musik zu Corneilles Andromède (1897), die Danses populaires françaises, die Orchestersuite (1900) und die Danses à cinq temps (1910) zu erwähnen. Darüber hinaus schrieb er Lieder und Chöre.